# Linux.com
Linux.com là website thuộc sở hữu của Linux Foundation. Trang web hiện là nguồn cung cấp thông tin trung tâm về Linux, phần mềm, tài liệu và câu trả lời về Linux trên máy chủ, máy tính để bàn/netbook, di động và các thiết bị nhúng. Linux.com cung cấp các hướng dẫn, tin tức và blog miễn phí về Linux, các diễn đàn và nhóm thảo luận, thư mục phần cứng và phần mềm Linux và bảng công việc. Hộp thư @linux.com chỉ được cấp cho những người cam kết tham gia cộng đồng và các bản phân phối Linux.
Giống như chính Linux, Linux.com có kế hoạch dựa vào cộng đồng để tạo và điều khiển nội dung và cuộc trò chuyện. Thành viên Linux.com có phí hàng năm là 99 đô la, với mức giảm giá còn 25 đô la cho sinh viên.

## Lịch sử
Ban đầu, trang web này thuộc sở hữu của Andover.net, được triển khai bởi VA Linux Systems (sau đó đổi thành VA Software, rồi SourceForge, Inc., nay là Geeknet). Nó được dành riêng để cung cấp tin tức và dịch vụ cho cộng đồng phần mềm tự do nguồn mở. Trang web đã báo cáo 25 triệu lượt truy cập trong tháng đầu tiên hoạt động.
Linux.com đình chỉ việc xuất bản các bài viết mới vào tháng 12/2008,nhưng ngụ ý trong một thông báo vào ngày đầu năm mới năm 2009 rằng ấn phẩm sẽ sớm hồi phục sau những thay đổi không xác định đối với trang web; Các cân nhắc pháp lý đã được đưa ra là lý do tại sao các thay đổi dự kiến đã không được mô tả rõ ràng.
Ngày 3/3/2009, Linux Foundation thông báo họ sẽ tiếp quản quản lý Linux.com.
Tháng 4 năm 2019, Linux Foundation đã sa thải tất cả các tác giả và biên tập viên tại trang web Linux.com.